# Дуда, Янина
Янина Дуда (пол. Janina Duda; 24 декабря 1918, Белосток — 3 ноября 2018, Варшава), она же Блюма Перельмут (пол. Bluma Perelmut), она же Янина Журек (пол. Janina Żurek) — польская коммунистка, в 1944—1956 офицер органов госбезопасности. Участница советского партизанского движения и польских политических репрессий. Жена Теодора Дуды.

## Происхождение
Родилась в семье еврейской буржуазной интеллигенции. Имя Блюма будущая Янина получила в честь тёти, убитой во время революционных событий 1905. Её отец происходил из рабочей семьи, но стал бухгалтером, мать была домохозяйкой, дед по материнской линии — менеджером текстильной фирмы, среди других родственников — врачи и музыканты.
Когда Блюме исполнилось десять лет, семья переехала из Белостока в Люблин, отец открыл магазин тканей. Увлекалась спортом, играла в волейбол и теннис, легко заводила школьные и спортивные знакомства. Но, по её воспоминаниям, жизнь в Люблине была гораздо беднее, в еврейской среде значительно сильнее давление религиозной ортодоксии. Хотя, по её воспоминаниям, антисемитизм не был широко распространён, в личном общении Блюма сталкивалась с отторжением со стороны польских националистов и членов католических корпораций. Всё это породило у девушки свободолюбивого характера сильное протестное настроение.

## Подпольщица и партизанка
В 1930 Блюма Перельмут примкнула к сионистской организации Ха-шомер ха-леуми, отделившейся от Ха-шомер ха-цаир. В 1935 оставила сионистское движение и присоединилась к коммунистической молодёжи (первое было поддержано отцом, второе вызвало его недовольство). Участвовала в подполье, помогала в организации забастовок и первомайских демонстраций. В 1937 была арестована и приговорена к трём годам заключения. Отбывала срок в главной женской тюрьме Фордона (ныне район Быдгоща).
1 сентября 1939 нацистская Германия напала на Польшу. Тюрьма подверглась бомбардировке. Администрация и охрана выпустили заключённых. Блюма Перельмут пробирались в Варшаву. Чтобы не привлечь внимания немецких оккупационных властей, стала называть себя Янина Журек. После капитуляции Варшавы вместе с отцом, матерью и двумя сёстрами перебралась в Белосток, присоединённый к Белорусской ССР. Как и большинство польских евреев, Янина приветствовала вступление советских войск. В советском Белостоке вернулась к спортивным занятиям, стала футбольным функционером в филиале «Спартака».
В 1941 Белостокская область была захвачена вермахтом. Янина скрывалась от гестапо в разных украинских селениях. В 1942 ушла в партизанский отряд. Участвовала в советском партизанском движении под Ровно и близ Купели. В июне 1944 с группой польских коммунистов была переброшена в Люблинский край на укрепление просоветского правительства ПКНО.

## Офицер госбезопасности
1 сентября 1944 Янина Журек поступила на службу в Ведомство общественной безопасности. Была начальником секретариата Люблинского воеводского управления безопасности (WUBP). Начальником WUBP являлся капитан Теодор Дуда. В 1946 Янина вышла замуж за Теодора и приняла фамилию Дуда. Состояла в правящей компартии ППР, с 1948 — ПОРП.
С января 1945 по апрель 1947 в звании капитана — начальник отдела в секретариате Министерства общественной безопасности (МОБ). Её муж сначала возглавлял в МОБ тюремно-лагерный департамент, потом был заместителем начальника департамента по борьбе с вооружённым подпольем. По данным Института национальной памяти, Янина Дуда принимала участие в преследованиях антикоммунистических повстанцев. Сама она не отрицала таких фактов, но не афишировала публично и старалась не конкретизировать. Впоследствии отмечала, что среди повстанцев были убийцы евреев — по её мысли, это должно объяснять позицию в тех событиях.
В 1950—1951 Янина Дуда заведовала паспортным столом Лодзинской городской комендатуры гражданской милиции (Теодор Дуда был начальником Лодзинского WUBP, потом городского управления МОБ). В 1953—1954 — инспектор канцелярии министра общественной безопасности ПНР Станислава Радкевича. После разделения МОБ в 1954 на МВД и Комитет общественной безопасности — инспектор, с ноября 1955 — заместитель начальника 6-го отдела III департамента КОБ. Департамент во главе с Юлией Бристигер занимался «борьбой с реакционным подпольем».
Была награждена несколькими орденами и медалями ПНР и СССР, в том числе за участие в партизанском движении.
27 декабря 1956 (активное начало польской десталинизации) майор Янина Дуда была уволена из органов госбезопасности с присвоением звания подполковника.

## Конфликты с властями
Янина Дуда перешла на службу во внешнеторговое ведомство, затем в государственное туристическое агентство, долго работала экскурсоводом (помогало свободное владение тремя языками — немецким, французским, русским). Несколько раз посещала Израиль. Восхищалась энтузиазмом и идейностью кибуцников.
Во время антисемитской кампании 1968 этнический украинец Теодор Дуда, служивший тогда заместителем по госбезопасности люблинского воеводского коменданта милиции, изъявлял готовность ради жены уволиться из органов МВД. Однако она убедила мужа остаться на службе. Вызывалась на собеседование в Службу безопасности, где ей задавали вопросы о произраильских высказываниях её знакомых. Отвечала, что не помнит таких высказываний. Впоследствии она признавалась журналистам в ненависти к сексотам-осведомителям — которые, «конечно, нужны, но не в таком же случае, как этот».
В политической борьбе 1980-х участия не принимала, хотя по-прежнему состояла в ПОРП (при этом один из её родственников был активистом Солидарности).

## Размышления на пенсии
В 1990 Янина Дуда вышла на пенсию. Жила в фешенебельной квартире престижного варшавского района Мокотув. Проживала одна (Теодор Дуда умер в 1986, детей супруги не имели), но много и охотно общалась с родственниками, друзьями и журналистами.
Янина Дуда весьма прохладно отзывалась о политической системе ПНР. Говорила, что правящим польским коммунистам не хватало искреннего идеализма — «иначе перемены произошли бы быстрее и позитивнее». Свою деятельность, в том числе в МОБ, и в особенности своего мужа оценивала положительно. Называла Теодора Дуду «очень порядочным и добрым человеком, если не рассматривать его идеологию».
Скончалась Янина Дуда за несколько недель до своего 100-летия. Похоронена на кладбище Воинские Повонзки вместе с Теодором Дудой.